# Block Party
Block Party är den andra singeln från den amerikanska rapparen Lisa Lopes postumt utgivna andra studioalbum Eye Legacy, (2009). Sången gavs ut den 16 april 2009.
Låten var också hennes första singel från debutalbumet Supernova (2001), under namnet The Block Party. Den nya versionen, som skiljer sig från den första, har (förutom namnet) ett annat bas-arrangemang och refrängerna sjungna av Lil Mama. 

## Medias mottagande
De flesta kritiker hyllade låten. AllMusic tyckte: "Lil Mama är alltid välkommen och lyfter upp energin i sången". En skribent på Blogger.com tyckte dock att låten var utarbetad och borde ha lämnats ifred i sitt originalskick.
Liksom den förra singeln från Eye Legacy, Let's Just Do It, misslyckades den att ta sig in på några listor. Låten blev dock populär som ringsignal.